# Ambrosiusplatz 7, Halberstädter Straße 142 (Magdeburg)

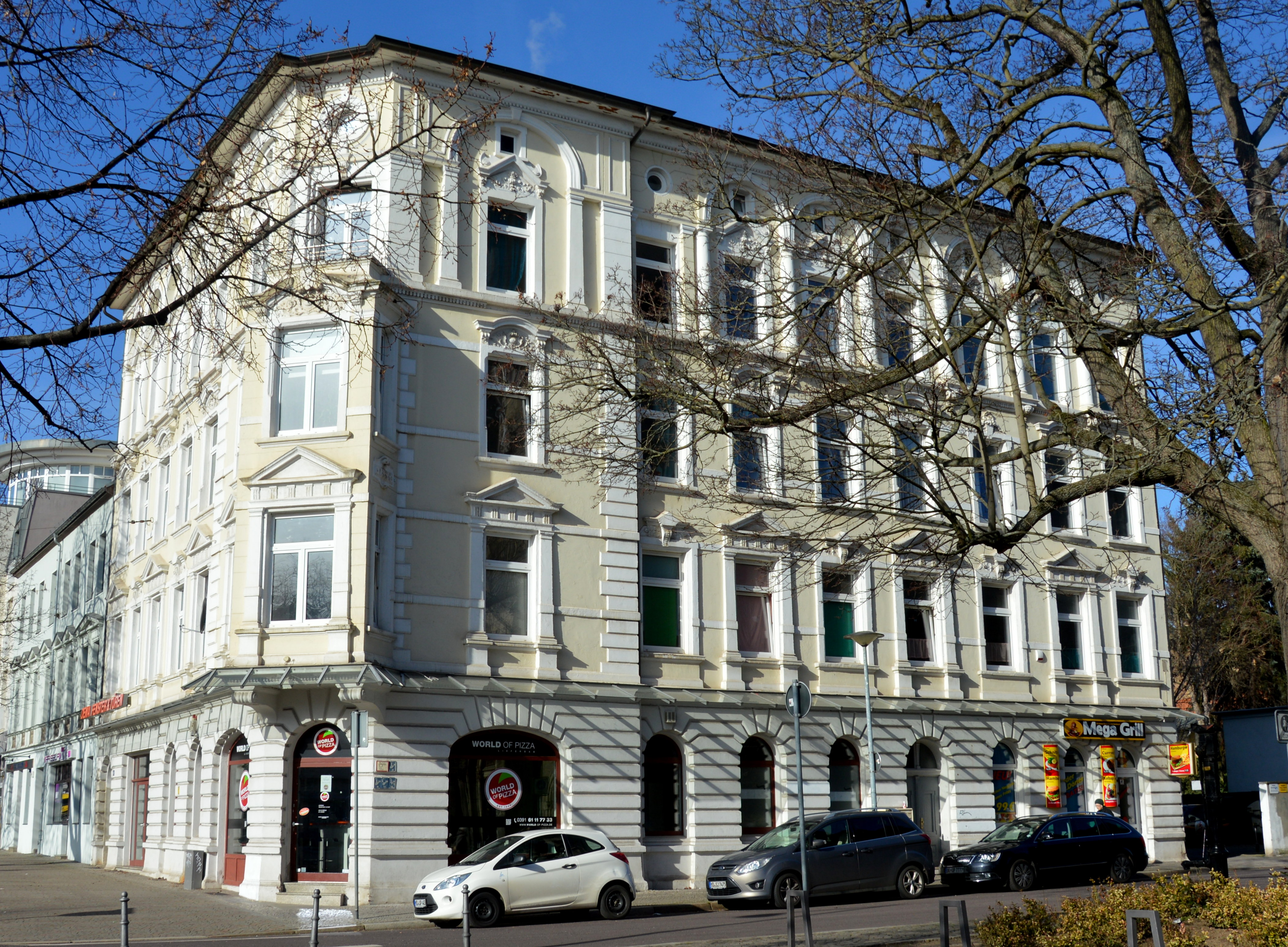
Haus Ambrosiusplatz 7, Halberstädter Straße 142

Das Haus Ambrosiusplatz 7, Halberstädter Straße 142 ist ein denkmalgeschütztes Wohn- und Geschäftshaus in Magdeburg in Sachsen-Anhalt.

## Lage
Es befindet sich an der Südwestecke des Ambrosiusplatzes zur Halberstädter Straße im Magdeburger Stadtteil Sudenburg.

## Architektur und Geschichte
Das viergeschossige verputzte Gebäude entstand im Jahr 1888 im Stil der Neorenaissance. Zuvor befand sich an dieser Stelle ein dem Kaufmann und Sattlermeister Ferdinand Ungnade gehörendes eingeschossiges Wohnhaus. Ungnade war auch Bauherr des Neubaus.
Die Fassade des repräsentativ gestalteten Baus ist im Erdgeschoss rustiziert und mit Arkaden mit Rundbögen und Korbbögen versehen. Am dritten Obergeschoss und dem Mezzaningeschoss sind die Fensteröffnungen mit monumental wirkenden Überfangbögen versehen, die auf Halbsäulen ruhen. Die Ecksituation wird durch einen polygonal gestalteten Eckrisaliten betont.
Im Erdgeschoss wurde ein Ladengeschäft eingebaut. Erster Nutzer war ein Konfitürenhändler. Der Kaufmann Georg Becker eröffnete dann im Mai 1907 im Haus ein Handelsgeschäft für Fördermittel und Transportanlagen. Er begründete später eine Maschinenfabrik und gab das Ladengeschäft auf. Es folgte eine Konsumanstalt des Krupp-Gruson-Werks. Auch nach dem Zweiten Weltkrieg nutzte das Geschäft der Konsum. Nach 1990 wurde die Nutzung dann durch die zunehmende Konkurrenz von Großmärkten aufgegeben. Es folgte das Büro eines Immobilienmaklers. Derzeit (Stand 2017) ist im Geschäft ein Pizzalieferdienst ansässig.
Im örtlichen Denkmalverzeichnis ist das Wohn- und Geschäftshaus unter der Erfassungsnummer 094 81989 als Baudenkmal verzeichnet. Vermutlich versehentlich wird das Haus darüber hinaus auch unter der Adresse Halberstädter Straße 142 mit der Erfassungsnummer 094 76877 geführt.
Das Gebäude gilt aufgrund seiner markanten Lage als prägend und damit städtebaulich bedeutsam für den Ambrosiusplatz und die Halberstädter Straße. Außerdem wird es als Beispiel für ein anspruchsvolles Wohn- und Geschäftshaus der Gründerzeit.